# Scuola di equitazione spagnola

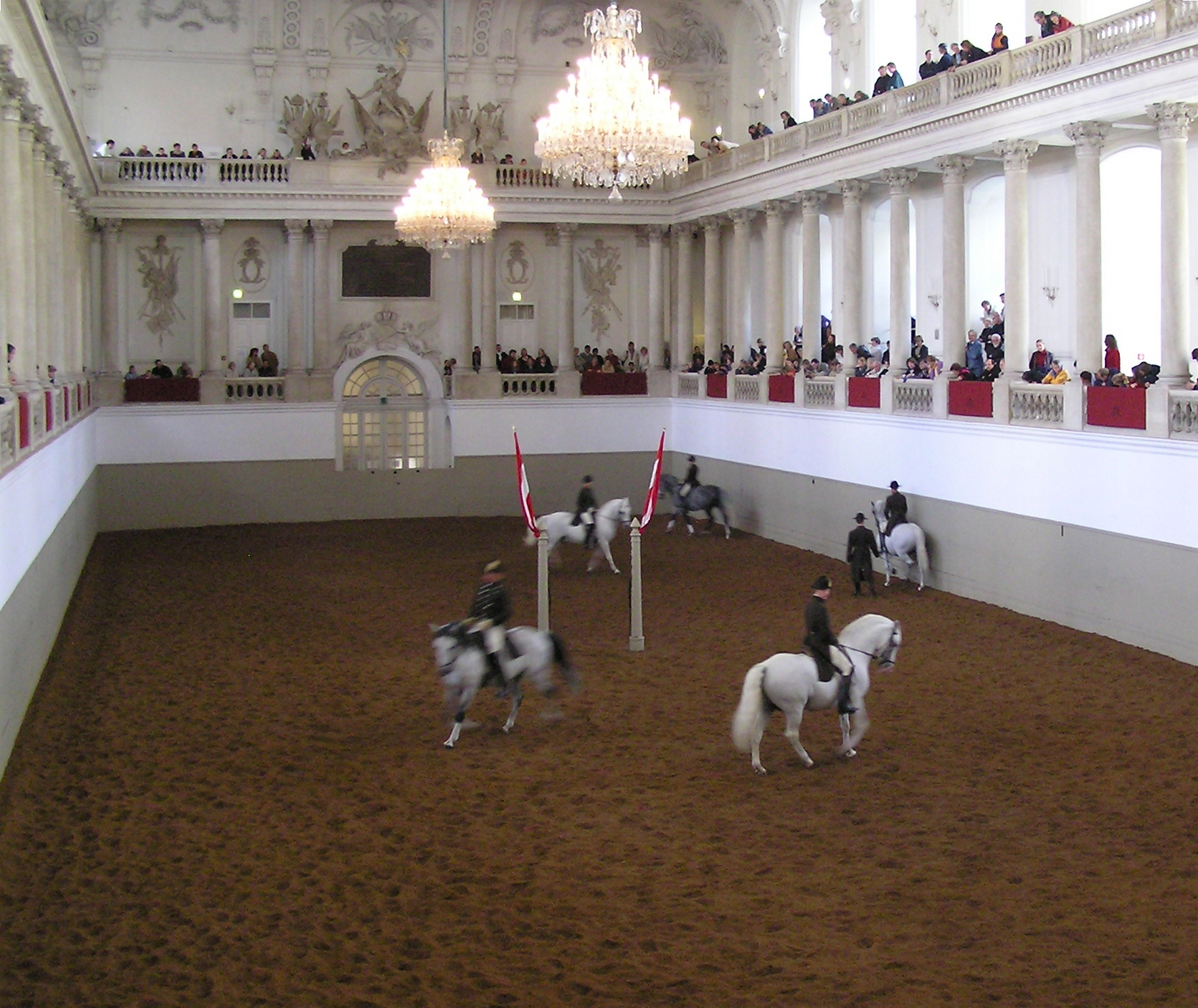
Scuola di equitazione spagnola

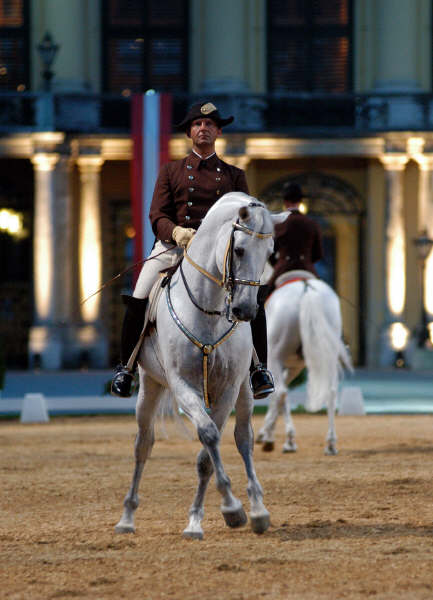
Maestoso Basowizza e Andreas Hausberger

La Scuola di equitazione spagnola (in tedesco Spanische Hofreitschule, lett. "Scuola di equitazione della corte spagnola") di Vienna, in Austria, è una tradizionale scuola di equitazione per cavalli Lipizzani, che si esibisce nell'arena della Scuola di equitazione invernale, nella Hofburg.

## Storia
La Scuola di equitazione venne fondata durante l'Impero austriaco nel 1572, molto prima dell'accademia francese di Antoine de Pluvinel, ed è la più antica del mondo nel suo genere. Si ispira anche all'accademia napoletana di Pignatelli e Grisone.
In alcuni documenti viene definita come un'arena di legno per l'equitazione. Commissionata nel 1565, venne ultimata nel 1729, quando, sotto il regno dell'imperatore Carlo VI, l'architetto Fischer von Erlach costruì la Sala bianca d'equitazione. Per un periodo questa sala venne usata per varie cerimonie. Oggi è aperta al pubblico e vi si può assistere all'addestramento e alle dimostrazioni degli stalloni.
La Scuola di equitazione spagnola prende il suo nome dai cavalli spagnoli da cui deriva in parte la razza Lipizzana, l'unica razza usata nella scuola. Oggi i cavalli utilizzati nella Scuola sono allevati in una scuderia a Piber, nella Stiria ovest, in Austria. Originariamente provenivano da Lipizza (Lipica in sloveno), nell'attuale Slovenia, paese che ha dato il nome a questa razza.

## Metodi

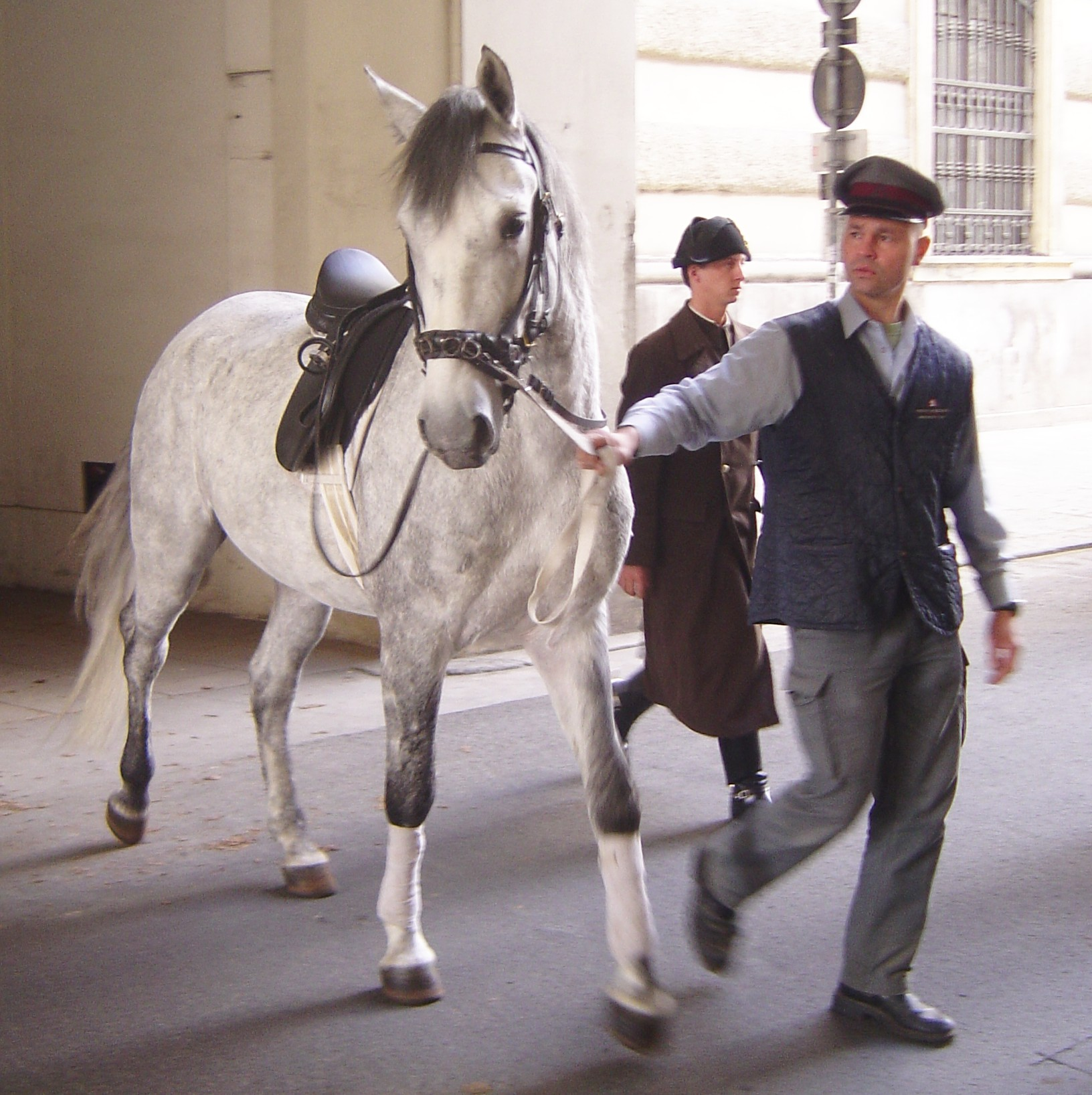
Un giovane stallone, nei primi periodi di addestramento alla corda lunga.

I metodi usati dalla Scuola di equitazione si basano su antiche tecniche per addestrare i cavalli da guerra. È luogo comune che queste tecniche servissero per addestrare il cavallo a combattere, in realtà servono per rafforzare il corpo del cavallo, per mantenerlo sano e per renderlo un atleta eccellente, anche in funzione del fine bellico al quale era originariamente destinato.
Tutti i movimenti si basano su quelli naturalmente compiuti dal cavallo.
I giovani stalloni vengono istruiti in tre fasi:
1. Prima equitazione: questa fase inizia quando il cavallo viene portato alla Scuola a quattro anni. Lo stallone viene istruito ad essere sellato e imbrigliato. Si inizia alla corda lunga ad insegnargli i comandi, a potenziare la sua obbedienza, e a rafforzare i muscoli in preparazione della monta con il cavaliere. Lavorare con la corda lunga include vari passaggi tra cui il passo, il trotto, e il piccolo galoppo e cambiamenti di ritmo nell'andatura; questo lavoro dura 2-3 mesi e precede la monta del cavaliere. Dopo la corda lunga, il cavallo viene cavalcato in un'arena su percorsi rettilinei, per insegnargli a rispondere ai comandi del cavaliere mentre è montato. L'obiettivo principale durante questo periodo è di sviluppare i primi movimenti liberi nelle andature ordinarie (non estese o raccolte), con un contatto corretto sia con le redini lunghe sia per iniziare ad educarlo alla lealtà. Inoltre viene potenziata la forza e la resistenza dell'animale per prepararlo alla prossima fase.

1. Campagna scolastica: il cavallo solitamente è pronto per la seconda fase dopo un anno passato nella prima fase, anche se questo periodo di tempo viene regolato individualmente da cavallo a cavallo. I giovani stalloni sono sempre affidati a cavalieri esperti durante questa seconda fase, per prevenire lo sviluppo di cattive abitudini causate da un lavoro scorretto. Durante questo periodo viene istruito alle andature raccolte, e viene cavalcato in curve e percorsi circolari a tutte le andature. L'obiettivo principale di questa fase è di potenziare l'impulso del cavallo e i passi naturali, di promuovere il self-carriage, di rendere il cavallo docile e flessibile, e svilupparne gradualmente la muscolatura. Il cavallo imparerà a incurvare il collo, il corpo in maniera appropriata per la sua conformazione. Il cavallo impara ad accorciare e ad allungare la sua andatura, a compiere movimenti laterali, con la maggior parte del lavoro fatta al trotto. La maggior parte dell'addestramento ha luogo in questa fase che occupa circa i ⅔ di tutto il tempo necessario per "produrre" un cavallo addestrato.

1. Alta scuola: in questa fase, il cavaliere spingerà gradualmente il cavallo alla perfezione in lealtà, contatto, docilità, andature raccolte e perfezionate e impulso. Durante questo periodo, il cavallo imparerà a eseguire alcuni dei più difficili passi come il cambio di mano nel mezzo passo, il counter-canter, il cambio al volo, la piroetta, il passage, la piaffe. Molti degli esercizi imparati prima nella Campagna scolastica sono utilizzati in questa fase, focalizzandoli sulla qualità del lavoro e usandoli per aiutarlo ad imparare gli esercizi più difficili. Prima della fine di questa fase, lo stallone viene introdotto alla briglia doppia, per affinare la percezione dei comandi del cavaliere. Gli stalloni vengono quindi valutati per determinare se sono adatti all'"Arie sopra il terreno", l'ultima fase del loro addestramento. Quando vengono scelti, i cavalli vengono istruiti sulle loro arie più adatte, prima sul terreno e poi con un cavaliere.

Anche i cavalieri sono scelti attentamente. Lavorano prima alla corda lunga senza staffe e redini su cavalli ben addestrati per un periodo che va dai 6 mesi ad un anno, per insegnare un assetto bilanciato e indipendente. Sono poi autorizzati a controllare da sé gli animali, sotto la supervisione di un cavaliere esperto, fino a quando imparano a eseguire i movimenti dell'Alta scuola. Con un addestramento intensivo, ci possono volere 2-4 anni. Il cavaliere viene quindi autorizzato ad addestrare un giovane stallone da "non domato" fino all'Alta scuola, un processo che solitamente richiede altri 4-6 anni.